# Oconomowoc (Wisconsin)
Oconomowoc es una ciudad ubicada en el condado de Waukesha en el estado estadounidense de Wisconsin. En el Censo de 2010 tenía una población de 15.759 habitantes y una densidad poblacional de 499,39 personas por km².

## Historia
Antes de 1700, esta región estaba habitada por pueblos potawatomi descendientes de los indios woodland conocidos como «constructores de montículos». También hay noticias de que el jefe de los indios sauk, Black Hawk, tenía un campamento en el lago Oconomowoc.
La primera persona blanca registrada en la zona fue Amable (a veces escrito «Aumable») Vicau, cuñado de Solomon Juneau, uno de los fundadores de Milwaukee. Vicau estableció un puesto comercial en 1827. Los colonos blancos no tardaron en llegar a partir de 1830.
En abril de 1837, Charles Sheldon, natural de Nueva York, reclamó 160 acres en la orilla oriental del actual lago Fowler y los registró en el Banco de Tierras de Milwaukee el 21 de abril de 1837.

## Geografía
Oconomowoc se encuentra ubicada en las coordenadas 43°6′2″N 88°29′34″O / 43.10056, -88.49278. Según la Oficina del Censo de los Estados Unidos, Oconomowoc tiene una superficie total de 31.56 km², de la cual 29.89 km² corresponden a tierra firme y (5.27%) 1.66 km² es agua.

## Demografía
Según el censo de 2010, había 15.759 personas residiendo en Oconomowoc. La densidad de población era de 499,39 hab./km². De los 15.759 habitantes, Oconomowoc estaba compuesto por el 96.01% blancos, el 0.45% eran afroamericanos, el 0.22% eran amerindios, el 1.02% eran asiáticos, el 0.01% eran isleños del Pacífico, el 1.07% eran de otras razas y el 1.22% pertenecían a dos o más razas. Del total de la población el 3.55% eran hispanos o latinos de cualquier raza.